# Monumento agli eroi del popolo

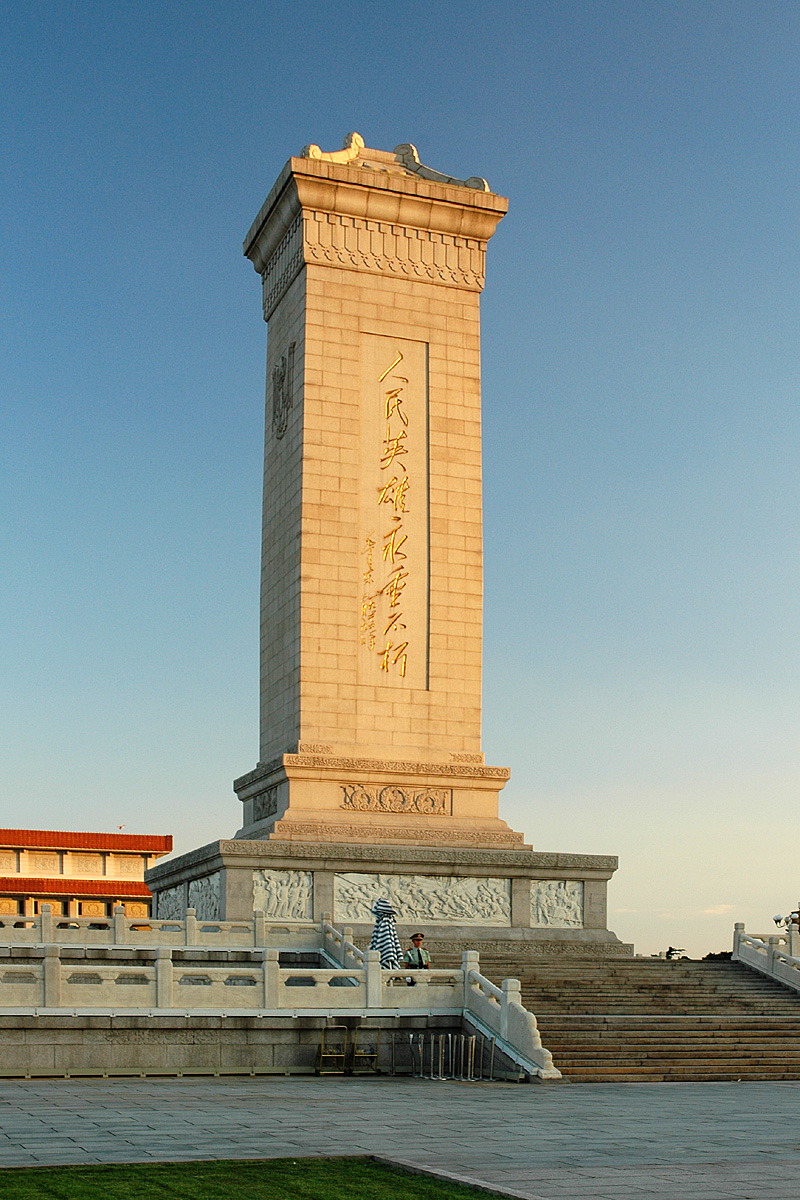
Lato nord del monumento

Il Monumento agli eroi del popolo (cinese tradizionale 人民英雄紀念碑, cinese semplificato 人民英雄纪念碑, pinyin Rénmín Yīngxióng Jìniànbēi) a Pechino, è un monumento nazionale della Repubblica popolare cinese.
Il monumento fu costruito in memoria dei martiri che dettero la loro vita nelle lotte rivoluzionarie cinesi nel XIX e XX secolo, in base ai voleri della prima sessione plenaria della Conferenza politica consultiva del popolo cinese del 30 novembre 1949. Il progetto è dell'architetto Liang Sicheng, con alcuni elementi progettati da sua moglie, Lin Huiyin.

## Caratteristiche strutturali
L'altezza del monumento è di circa 38 metri, e copre una superficie di 3.000 metri quadrati. La sua costruzione avvenne tra l'agosto del 1952 e il maggio 1958 e si trova sul lato meridionale di piazza Tienanmen, subito a nord del Mausoleo di Mao Tse-tung. Il suo peso è di oltre 10.000 tonnellate e comprende circa 17.000 blocchi di marmo e granito di Qingdao (provincia dello Shandong) e del distretto di Fangshan fuori Pechino.
Sul piedistallo del monumento si trovano otto grandi bassorilievi che raffigurano episodi della Rivoluzione, dalla Prima guerra dell'oppio nel 1840 alla fondazione della Repubblica popolare nel 1949; una lettura in ordine cronologico parte da est in senso orario:
1. Rogo di oppio nella prima guerra dell'oppio nel 1840.
2. Sollevamento di Jintian nella Rivolta dei Taiping in 1851.
3. Rivolta di Wuchang (Rivoluzione Xinhai) nel 1911.
4. Movimento del 4 maggio 1919.
5. Movimento del 30 maggio 1925.
6. Sollevamento di Nanchang nel 1927.
7. Seconda guerra sino-giapponese tra 1931 e 1945.
8. Campagna dell'attraversamento del fiume Yangtze nel 1949.

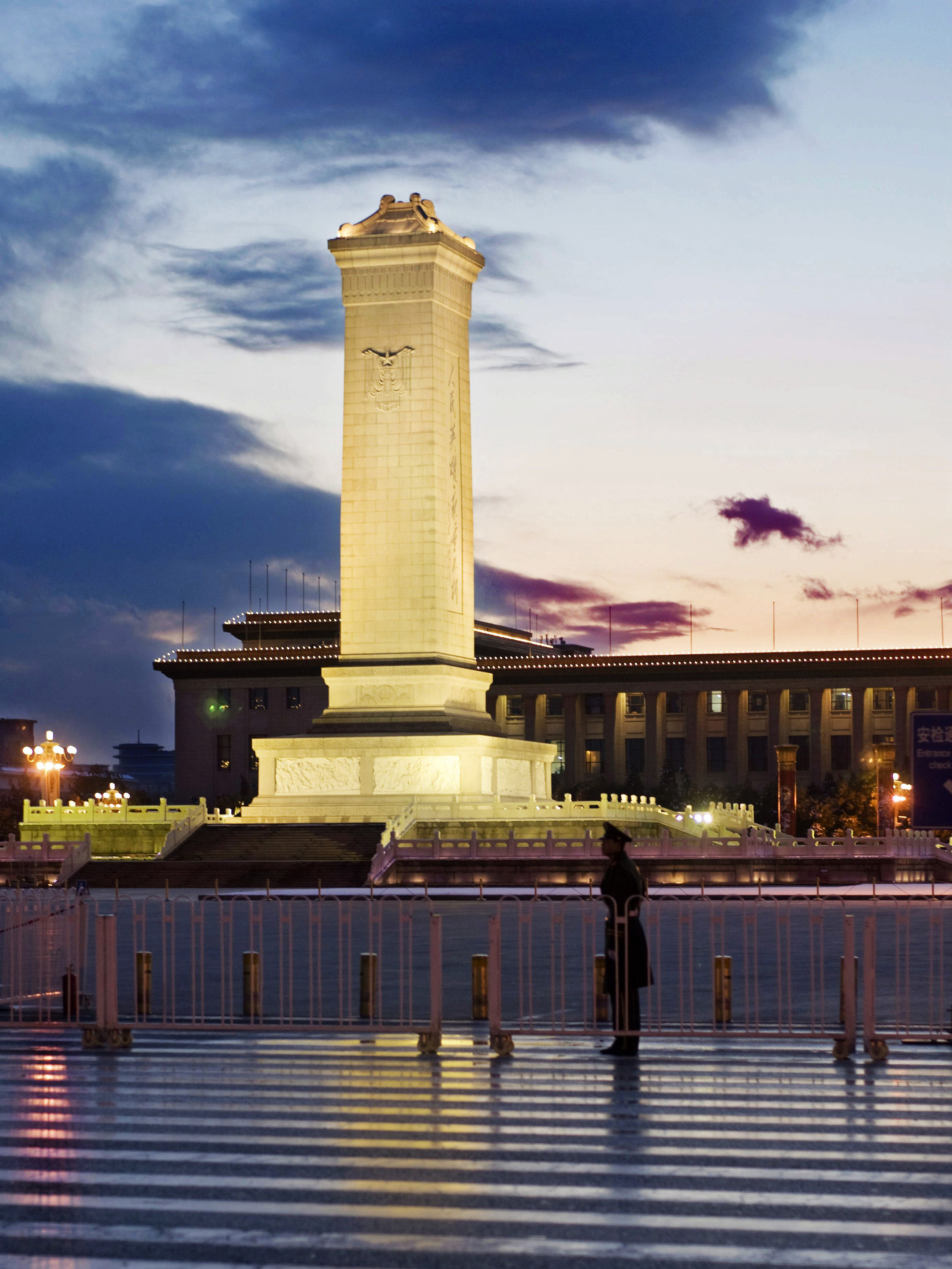
Il monumento con sullo sfondo la Grande Sala del Popolo

Su un lato del monumento si trova la scritta nella calligrafia di Mao Zedong che dice "Gloria eterna agli eroi del popolo!"
Sul retro invece è presente una frase abbozzata dallo stesso Mao e scritta da Zhou Enlai che recita così: "Eterna gloria agli eroi del popolo che hanno perso la vita nella guerra di liberazione del popolo e nella rivoluzione popolare nei tre anni trascorsi!
Eterna gloria agli eroi del popolo che hanno perso la vita nella guerra di liberazione del popolo e nella rivoluzione popolare nei trent'anni trascorsi!
Eterna gloria agli eroi del popolo che dal 1840 hanno perso la vita in molte battaglie contro nemici interni e stranieri e per l'indipendenza nazionale e la libertà ed il benessere del popolo!"
La prima invocazione in cui si parla dei "tre anni trascorsi" si riferisce pressappoco alla guerra civile cinese, mentre il riferimento ai "trent'anni trascorsi"  nella seconda frase si riferisce all'atto rivoluzionario vero e proprio del Partito Comunista Cinese dalla sua fondazione nel 1921 fino alla fine della rivoluzione nel 1949 contro l'invasione compiuta dal Giappone, il dominio dei Signori della guerra ed il KMT.
Infine, quel "dal 1840" è da associarsi agli innumerevoli scontri interni ed esterni contro vari nemici della Cina, a cominciare dalla Guerra dell'oppio fino all'istituzione della Repubblica Popolare Cinese.